# Organic Rankine Cycle

ORC mit Regenerator

Der Organic Rankine Cycle (ORC) ist ein Verfahren des Betriebs von Dampfturbinen mit einem anderen Arbeitsmedium als Wasserdampf. Der Name des Verfahrens geht auf William John Macquorn Rankine zurück, einen schottisch-britischen Physiker und Ingenieur im 19. Jahrhundert. Als Arbeitsmedium werden organische Flüssigkeiten mit einer niedrigen Verdampfungstemperatur verwendet.
Das Verfahren kommt vor allem dann zum Einsatz, wenn das zur Verfügung stehende Temperaturgefälle zwischen Wärmequelle und -senke zu niedrig ist für den Betrieb einer von Wasserdampf angetriebenen Turbine. Das ist vor allem bei der Stromerzeugung mit Hilfe der Geothermie, der Kraft-Wärme-Kopplung sowie bei Solar- und Meereswärmekraftwerken und der Abwärmenutzung der Fall. Die Entspannungsmaschinen (Turbine, Schraubenexpander, Dampfmotor/Hubkolbenexpander) werden typischerweise mit Silikonöl, Kältemittel oder brennbarem Gas betrieben.

## Arbeitsmedien
Ausgehend vom T-s-Diagramm werden nach der Form der Sattdampfkurve drei verschiedene Fluidklassen unterschieden:
- Die Sattdampfkurve „trockener“ Medien ist steigend; in der Mehrzahl handelt es sich um höhermolekulare Substanzen wie R113
- „Nasse“ Medien wie Wasser haben eine fallende Sattdampfkurve
- „Isentrope“ Medien haben eine nahezu senkrechte Sattdampfkurve; dazu zählen R11 und R12

„Trockene“ und isentrope Medien versprechen bei ihrem Einsatz eine Reihe von thermodynamischen Vorteilen.
Mögliche Arbeitsmedien sind:
| Medium                 | Molmasse | Kritischer Punkt | Kritischer Punkt | Siedetemperatur bei Normaldruck | Verdampfungsenthalpie bei Normaldruck | Steigung der Sattdampfkurve | Zersetzung bei ca. |
| ---------------------- | -------- | ---------------- | ---------------- | ------------------------------- | ------------------------------------- | --------------------------- | ------------------ |
| Ammoniak (NH3)         | 17       | 405,3 K          | 11,33 MPa        | 239,7 K                         | 1347 kJ/kg                            | Negativ                     | 750 K              |
| Ethanol (C2H5OH)       | 46,07    | 516,25 K         | 6,38 MPa         | 351,15 K                        | 845 kJ/kg                             | Negativ                     |                    |
| Wasser                 | 18       | 647,0 K          | 22,06 MPa        | 373,0 K                         | 2256 kJ/kg                            | Negativ                     | .                  |
| Butan C4H10            | 58,1     | 425,2 K          | 3,80 MPa         | 272,6 K                         | 383,8 kJ/kg                           | .                           | .                  |
| Pentan C5H12           | 72,2     | 469,8 K          | 3,37 MPa         | 309,2 K                         | 357,2 kJ/kg                           | .                           | .                  |
| C6H6 (Benzol)          | 78,14    | 562,2 K          | 4,90 MPa         | 353,0 K                         | 438,7 kJ/kg                           | Positiv                     | 600 K              |
| C7H8 (Toluol)          | 92,1     | 591,8 K          | 4,10 MPa         | 383,6 K                         | 362,5 kJ/kg                           | Positiv                     | .                  |
| R134a (HFC-134a)       | 102      | 374,2 K          | 4,06 MPa         | 248,0 K                         | 215,5 kJ/kg                           | Isentrop                    | 450 K              |
| C8H10                  | 106,1    | 616,2 K          | 3,50 MPa         | 411,0 K                         | 339,9 kJ/kg                           | Positiv                     | .                  |
| R12                    | 121      | 385,0 K          | 4,13 MPa         | 243,2 K                         | 166,1 kJ/kg                           | Isentrop                    | 450 K              |
| HFC-245fa              | 134,1    | 430,7 K          | 3,64 MPa         | 288,4 K                         | 208,5 kJ/kg                           | .                           | 520 K              |
| HFC-245ca              | 134,1    | 451,6 K          | 3,86 MPa         | 298,2 K                         | 217,8 kJ/kg                           | .                           | .                  |
| R11 (CFC-11)           | 137      | 471,0 K          | 4,41 MPa         | 296,2 K                         | 178,8 kJ/kg                           | Isentrop                    | 420 K              |
| HFE-245fa              | 150      | 444,0 K          | 3,73 MPa         | .                               | .                                     | .                           | .                  |
| HFC-236fa              | 152      | 403,8 k          | 3,18 MPa         | 272,0 K                         | 168,8 kJ/kg                           | .                           | .                  |
| R123                   | 152,9    | 456,9 K          | 3,70 MPa         | 301,0 K                         | 171,5 kJ/kg                           | Positiv                     | .                  |
| CFC-114                | 170,9    | 418,9 K          | 3,26 MPa         | 276,7 K                         | 136,2 kJ/kg                           | .                           | .                  |
| R113                   | 187      | 487,3 K          | 3,41 MPa         | 320,4 K                         | 143,9 kJ/kg                           | Positiv                     | 450 K              |
| n-Perfluorpentan C5F12 | 288      | 420,6 K          | 2,05 MPa         | 302,4 K                         | 87,8 kJ/kg                            | .                           | .                  |

Eine weitere Wirkungsgradverbesserung ist durch den Einsatz von Gemischen möglich. In subkritischen Verläufen erfolgen sowohl das Verdampfen als auch die Kondensation nicht isotherm; der Abkühlungskurve des Wärmeträgers kann mit deutlich geringeren Temperaturdifferenzen gefolgt werden; damit reduzieren sich die Irreversibilitäten bei der Wärmeübertragung.
2015 wurden für den ORC-Prozess synthetische Arbeitsmedien entwickelt. Diese werden in ihren Stoffeigenschaften den speziellen Temperatur- und Druckeigenschaften des ORC-Kreisprozesses angepasst. Ein derartiges neues synthetisches Arbeitsmedium auf Silikonbasis mit der Bezeichnung GL160 ist frei von Chlor und Fluor und aus diesem Grund weniger umweltschädlich. Mit synthetischen Arbeitsmedien werden höhere thermodynamische Wirkungsgrade erzielt, als es mit Massenchemikalien möglich wäre, die zufällig in vorhandene thermodynamische Gefälle eingepasst werden.

## Funktionsbeschreibung

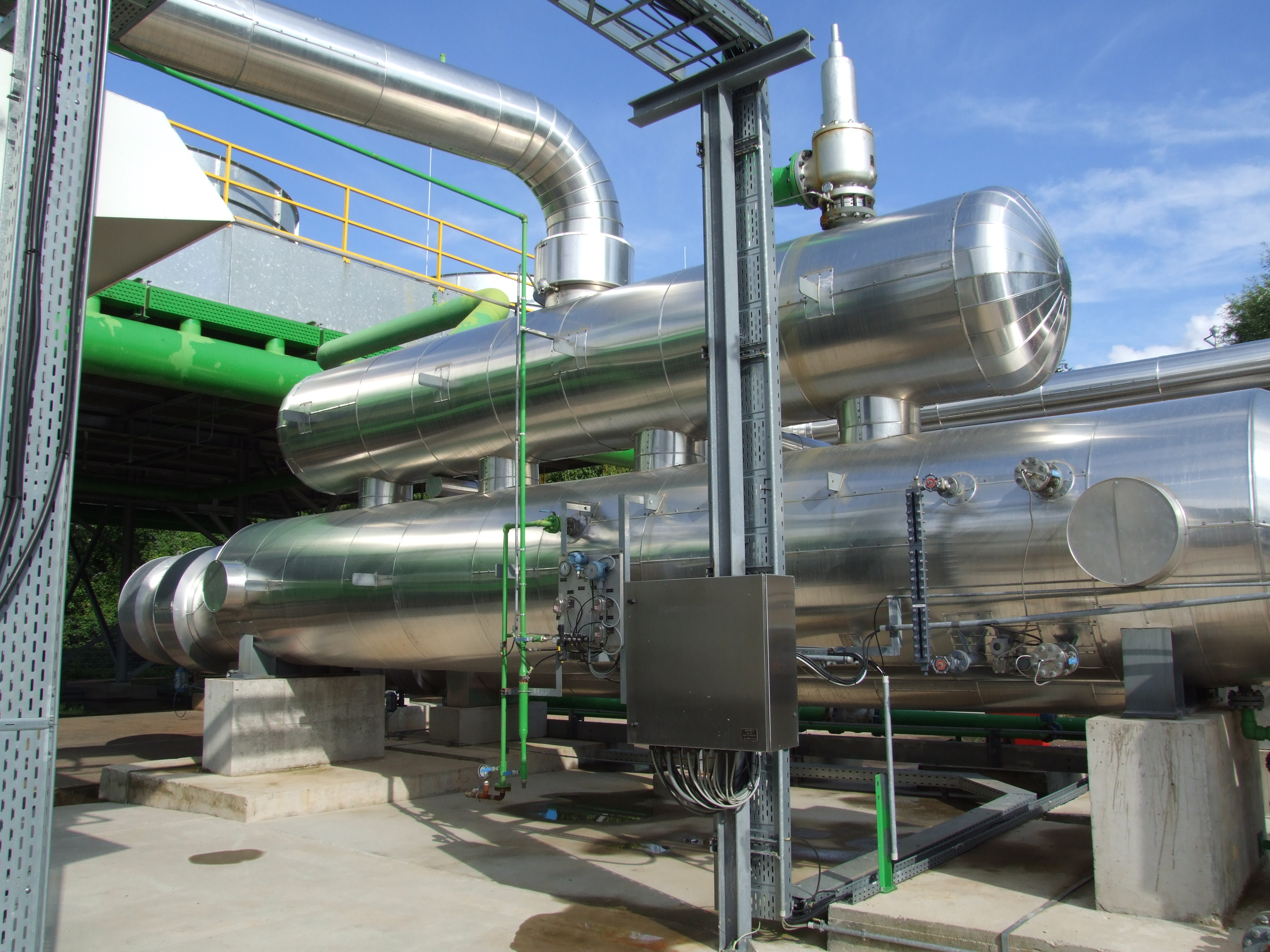
Verdampfer des Geothermiekraftwerkes Landau. Mit heißem Tiefenwasser wird Isopentan unten vorerhitzt und oben verdampft, um dann eine Turbine zu betreiben. Der Verdampfer ist praktisch ein Wärmetauscher, in dem die Wärme des Wassers auf das Pentan übertragen wird.

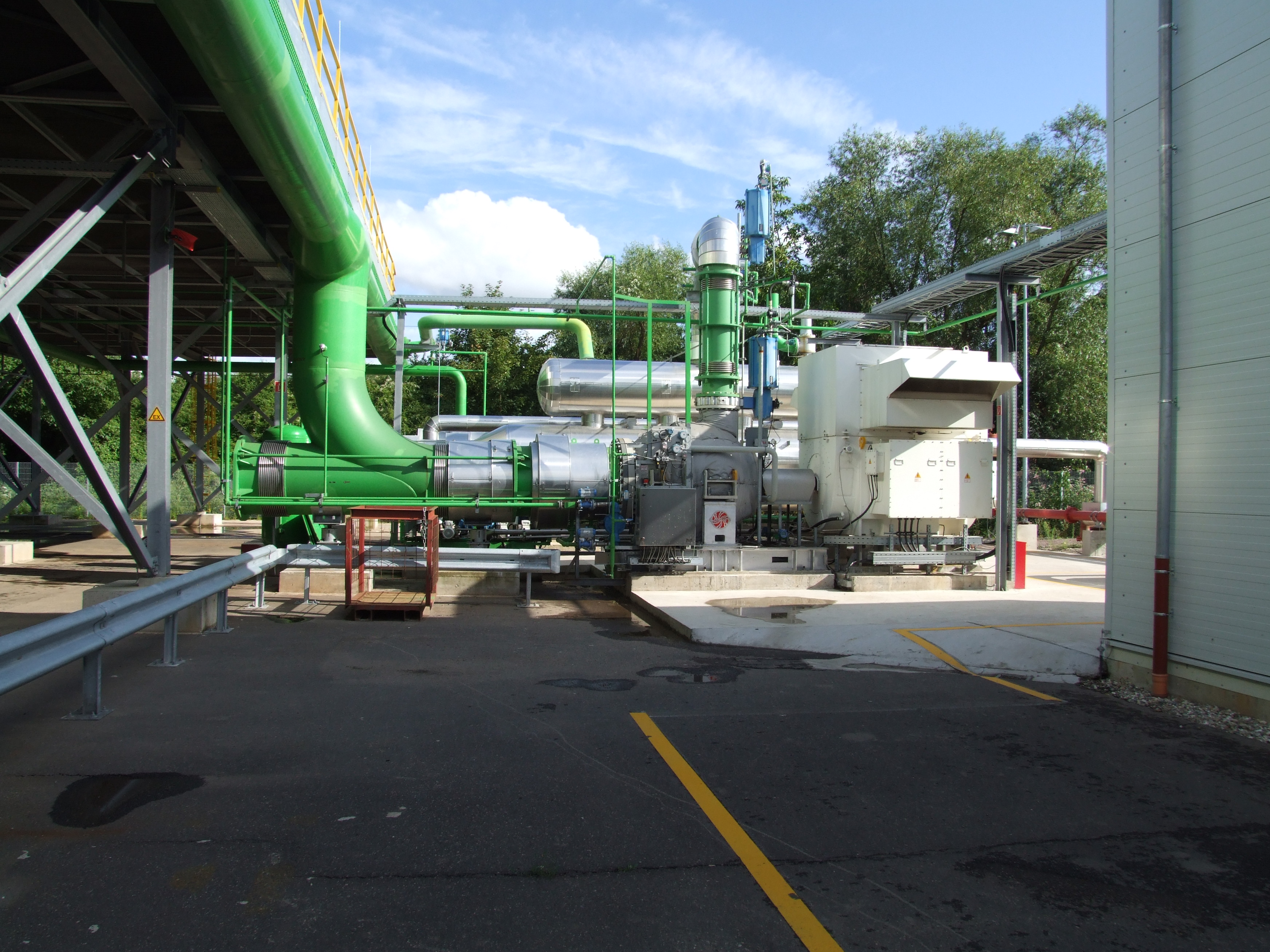
Turbinengeneratorsatz des Geothermiekraftwerkes Landau. In der Mitte die Turbine. Von oben strömt der Isopentan-Dampf ein, den der Verdampfer im Hintergrund erzeugt hat. Rechts im weißen Blechkasten der Generator. Links strömt der Dampf hoch zum Trockenkühler, wo er abgekühlt und wieder verflüssigt wird.

Der Organic Rankine Cycle gleicht – bezogen auf die einzelnen Komponenten – dem klassischen Clausius-Rankine-Kreisprozess. Die wesentlichen Unterschiede liegen in den Prozessparametern Druck und Temperatur – beide liegen weit unter den Werten, wie sie in Dampfkraftwerken herrschen – und in der Abweichung der Verdampfung und der Kondensation vom isothermen Verlauf.
Die Auswahlkriterien für ein geeignetes Arbeitsmedium ergeben sich aus der Temperatur und der Abkühlungskurve der zur Verfügung stehenden Wärmequelle. Durch den starken Einfluss der thermodynamischen Verluste auf den Gesamtwirkungsgrad bei niedrigen Prozesstemperaturen kommt der Auswahl des optimierten Prozesses für die konkrete Wärmequelle weit größere Bedeutung zu als bei herkömmlichen Wärmekraftwerken.
Grundsätzlich lassen sich viele der zur Prozessoptimierung entwickelten Verfahren des klassischen Dampfprozesses auch auf den ORC-Prozess übertragen. Einige Ansätze, wie die Zwischenüberhitzung, bringen jedoch wegen der anderen thermodynamischen Eigenschaften der Arbeitsmedien nur begrenzte oder gar keine Vorteile. Andere, wie der Ausbau als superkritischer Prozess (Kritischer Punkt), sind mit Wasser kaum realistisch umzusetzen. Auch der Einsatz eines Rekuperators ist nur mit „trockenen“ Medien sinnvoll.
Durch die Verwendung organischer Arbeitsmedien treten jedoch verschiedene neue technische Fragestellungen in den Vordergrund. Turbinen sind meist Sonderturbinen, da sich das Arbeitsmedium stark von Wasser unterscheidet (molare Masse, geringere spezifische Wärmekapazität), die Arbeitsmedien sind teilweise aggressiv, so dass die Oberflächen der Turbinen und der Wärmeübertrager beschichtet oder anders gegen Korrosion geschützt werden müssen, die Dichtung der Kreisläufe ist aufwendiger als bei Wasser, in manchen Fällen nur schwer realisierbar.
In jüngster Zeit werden Dampfmotoren/Hubkolbenexpander für ORC-Prozesse entwickelt und eingesetzt. Diese bieten gegenüber Turbinen in den in Relation zu konventionellen Kraftwerken kleinen Leistungsklassen sowie bei den eingesetzten Medien einige Vorteile.